# Mariano Rumor
Mariano Rumor (Vicenza, 1915 — Roma, 1990) foi um político italiano. Ocupou o cargo de primeiro-ministro da Itália.
um líder do partido democrata cristão da Itália e premier em vários governos, entre 1968 e 1974.Após sua graduação da Universidade de Pádua, Rumor tornou-se um professor. Durante a segunda guerra mundial, ele serviu como oficial de artilharia, e em 1943, ele se juntou aos partidários para lutar contra as forças fascistas e alemães. Em 1945 tornou-se um membro do partido democrata cristão e um ano mais tarde foi escolhido pelo distrito da cidade de Verona, como deputado da assembleia formando a nova Constituição republicana. Ele entrou o Parlamento em 1948.
Depois de servir como subsecretário de agricultura durante os governos de Alcide De Gasperi  e Giuseppe Pella, foi eleito secretário-adjunto de seu partido em 1954. entre 1959-1963 foi ministro da agricultura, sob os governos sucessivos de Antonio Segni, Fernando Tambroni e Amintore Fanfani, e seu nome foi ligado com o chamado "plano verde" para desenvolver a agricultura na Itália. Durante cinco meses em 1963-1964, ele era o Ministro dos assuntos internos de Giovanni Leone, durante os tempos difíceis do terrorismo de Alto Adige (Tirol do Sul) e o desastre de Vaiont Dam, na qual mais de 1.500 pessoas foram mortas. Fez-se secretário-geral e Secretário político do partido, ele tornou-se primeiro ministro pela primeira vez em 1968, inicialmente apoiado pelos democratas-cristãos ,depois pelos partidos da coligação de centro-esquerda. Rumor foi premier da Itália  em cinco diferentes governos entre 1968 e 1974. Ele teve que lidar com as crises econômicas e com a agitação do trabalho e o extremismo político que estavam em ascensão na Itália na época. Ele serviu como Ministro dos negócios estrangeiros, de 1974 a 1976.